# Vononoides
Vononoides is een geslacht van hooiwagens uit de familie Cosmetidae.
De wetenschappelijke naam Vononoides is voor het eerst geldig gepubliceerd door Roewer in 1912. 

## Soorten
Vononoides is monotypisch en omvat slechts de volgende soort:
- Vononoides unimaculatus